# Walk On (U2)
Walk On è un singolo del gruppo musicale irlandese U2, pubblicato il 19 novembre 2001 come quarto estratto dall'album in studio All That You Can't Leave Behind.
Il brano ha vinto il Grammy Award come disco dell'anno nel 2002.

## Descrizione
La canzone è dedicata ed ispirata a Aung San Suu Kyi. Il testo è scritto sotto forma di supporto morale nei confronti della donna, ringraziandola per il suo attivismo e per la sua lotta per la libertà in Myanmar. Per tale ragione le autorità locali hanno bandito la vendita sia di questo singolo che del CD All That You Can't Leave Behind, arrivando a sanzionare chi ascolta tali brani musicali con l'arresto.
Il titolo dell'album è una frase che può essere rinvenuta nel testo di questo brano: The only baggage you can bring / is all that you can't leave behind.

## Video musicale
Esistono due video realizzati per il singolo. Il primo è la versione internazionale, girato nel novembre 2000 a Rio de Janeiro dal regista Jonas Akerlund. La seconda versione, destinata esclusivamente al mercato statunitense è stato realizzato nel febbraio 2001 a Londra dalla regista Liz Friedlander. Entrambe le versioni sono incluse nell'album video U218 Videos.

## Tracce

### Versione 1
1. "Walk On" (Edit) (4:28)
2. "Beautiful Day" (Live from Farmclub.com) (4:48)
3. "New York" (Live from Farmclub.com) (6:01)

### Versione 2
1. "Walk On" (Edit) (4:28)
2. "Big Girls are Best" (3:37)
3. "Beautiful Day" (Quincey and Sonance Mix) (7:55)

### Versione 3
1. "Walk On" (Edit) (4:28)
2. "Where the Streets Have No Name" (Live from Boston) (6:02)
3. "Stay (Faraway, So Close!)" (Live from Toronto) (5:39)

### Versione 4
1. "Walk On" (Single Version) (4:11)
2. "Stuck in a Moment You Can't Get Out Of" (Acoustic Version) (3:43)
3. "Stuck in a Moment You Can't Get Out Of" (US Video) (4:27)

### Versione DVD
1. "Walk On" (Single Version) (4:11)
2. "Walk On" (Europe Video)
3. "4 x 30s Clips from Elevation 2001 DVD"

## Formazione
U2
- Bono - voce, chitarra
- The Edge - chitarra, piano, cori
- Adam Clayton - basso
- Larry Mullen Jr. - batteria

## Classifiche
| Classifica (2001)               | Posizione massima |
| ------------------------------- | ----------------- |
| Australia                       | 9                 |
| Austria                         | 33                |
| Belgio (Fiandre)                | 56                |
| Belgio (Vallonia)               | 53                |
| Canada                          | 1                 |
| Danimarca                       | 12                |
| Europa                          | 17                |
| Finlandia                       | 16                |
| Francia                         | 81                |
| Germania                        | 54                |
| Irlanda                         | 7                 |
| Italia                          | 36                |
| Norvegia                        | 17                |
| Paesi Bassi                     | 8                 |
| Portogallo                      | 1                 |
| Regno Unito                     | 5                 |
| Spagna                          | 2                 |
| Stati Uniti (adult alternative) | 2                 |
| Stati Uniti (alternative)       | 10                |
| Stati Uniti (mainstream rock)   | 19                |
| Svezia                          | 55                |
| Svizzera                        | 48                |